# Segimon II August
Segimon II August (en polonès, Zygmunt II August; en lituà, Žygimantas III Augustas I) (Cracòvia, 1520 – Knyszyn, 1572) fou rei de Polònia i gran duc de Lituània (1548-1572). Era fill de Segimon I i de la princesa milanesa Bona Sforza. Es va casar tres cops, successivament amb Elisabet d'Habsburg, arxiduquesa d'Àustria, filla de l'emperador Ferran I, amb l'aristòcrata Bàrbara Radziwill i amb Caterina d'Habsburg, germana de la primera dona. Com que no va tenir descendència de cap d'aquests matrimonis, amb ell es va acabar la dinastia dels Jagellons i, la corona va esdevenir electiva des d'aleshores.
El 1561, l'últim mestre de l'Orde de Livònia, Gotthard Kettler, pel Tractat de Vílnius va secularitzar i dissoldre l'orde i es convertí al luteranisme, i Rússia i Polònia-Lituània van signar una treva d'un any. El Ducat de Livònia es va lligar a Lituània en unió real des de la Unió de Grodno de 1566, es va convertir en un condomini polonès-lituà.
Va acceptar les reformes que li proposava la Dieta els anys 1562 i 1563, que van ser la base del parlamentarisme polonès. Fou tolerant amb la reforma calvinista, que s'escampava per tot el regne. El 1569 per la Unió de Lublin va proclamar la unió de Polònia i Lituània en una república unida, la Confederació de Polònia i Lituània, que acabaria resultant a la pràctica l'annexió polonesa del Gran Ducat. La tolerància religiosa i la florida cultural van caracteritzar el temps del seu regnat.